# 영국과 베트남 전쟁

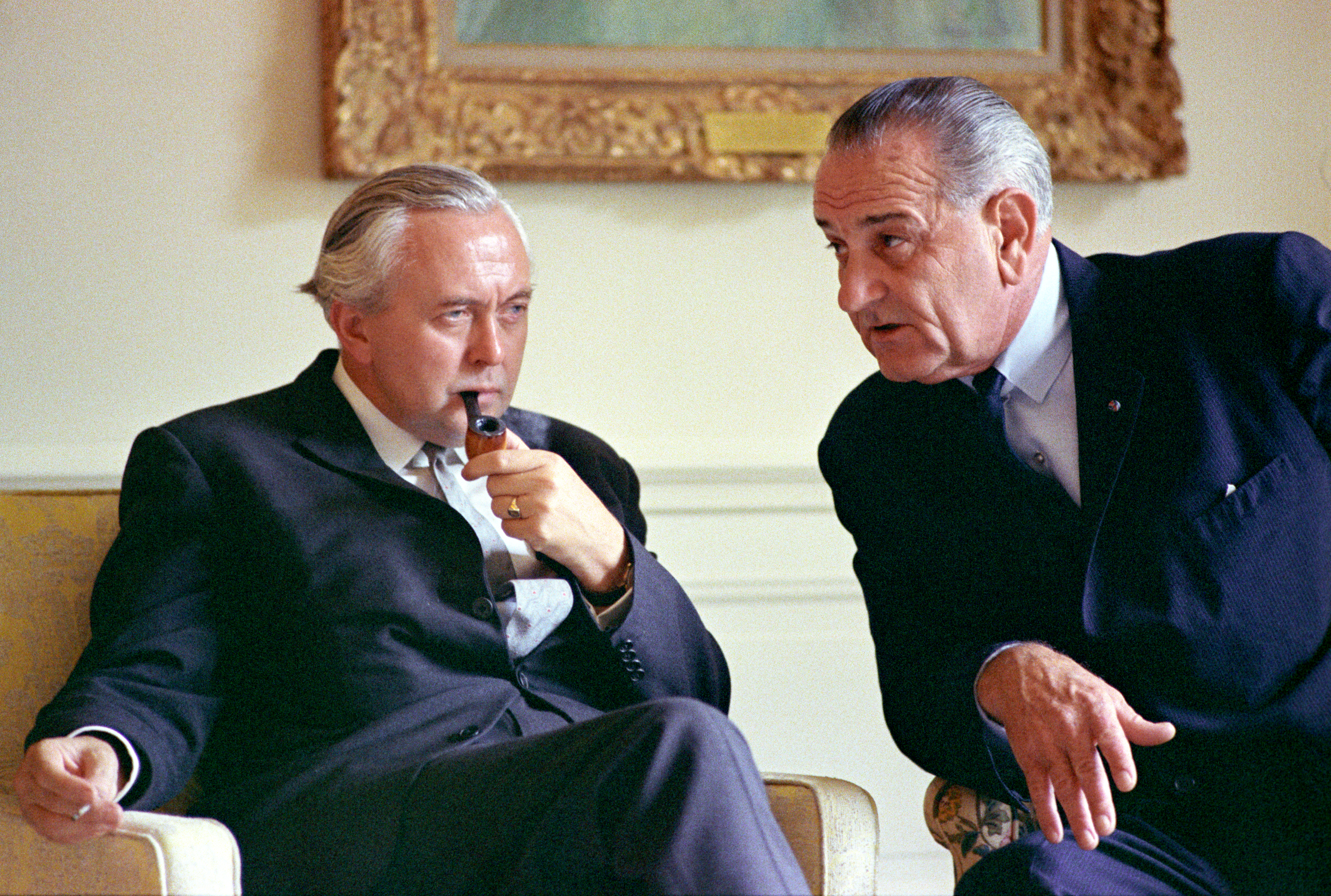
1966년 윌슨(좌)과 존슨(우)

영국은 베트남 전쟁에 공식적으로 참전하지는 않았지만, 미국의 전쟁 목표에 대한 사실상의 외교적 지지를 제공했으며, 진행 중인 분쟁에 관한 국제 회담에 참여했다. 영국은 제1차 인도차이나 전쟁의 마지막 단계에서 주권 국가인 베트남 민주공화국과 베트남 공화국의 창설을 감독하며 소련과 함께 제네바 회담 (1954년)을 공동으로 이끌었다. 1964년 통킹만 결의 이전에 영국은 공산주의 반란에 맞서 경찰 및 준군사력을 사용하는 것에 대한 조언의 형태로 베트남 공화국 정부에 지원을 제공하기 시작했다.
통킹만 결의에 따라 1964년 미국이 베트남에 군사 개입을 확대한 후, 해럴드 윌슨과 에드워드 히스 정부는 미국의 전쟁 노력에 대해 다양한 정도의 수사적 지지를 보냈지만, 미국의 압력에도 불구하고 영국군을 분쟁에 파견하는 것을 거부했다. 베트남에 대한 영국군 개입 가능성은 일반 대중 사이에서 매우 인기가 없었으며, 1960년대 내내 강력한 반전 시위 운동이 활발하게 일어났다. 영국이 분쟁에 군대를 파견하는 것을 거부했음에도 불구하고 영국 정부는 상당한 미국의 재정 지원을 계속 받았다.

## 초기 영국의 개입 (1964년 이전)

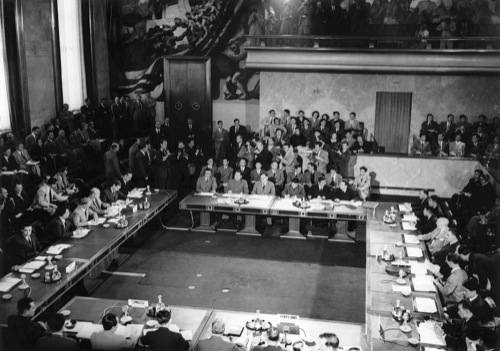
제네바 회담, 1954년

1945년 태평양 전쟁이 끝난 직후, 영국군은 마스터돔 작전의 일환으로 프랑스가 남베트남에 대한 통제권을 재확립하는 것을 도왔다. 모든 영국군은 1946년 중반까지 베트남에서 철수했다.
제1차 인도차이나 전쟁 기간 내내 영국은 반공 세력에 대한 직접적인 군사 개입을 피하기로 선택했다. 1954년 초 디엔비엔푸 전투 동안 CIA를 통해 계약한 미군 조종사들이 682회의 물품 공중 투하를 수행하며 프랑스군을 지원했다. 보수당 총리 윈스턴 처칠은 전투에 참여한 프랑스 식민군에 대한 영국 군사 지원을 제공해달라는 미국 대통령 드와이트 아이젠하워의 요청을 거부했다. 영국은 이후 제네바 회담 (1954년)을 공동 의장으로 이끌었으며, 이 회담에서 인도차이나의 프랑스 식민 통치 종식을 협상하고 베트남 민주공화국과 베트남 공화국을 17도선으로 분리된 두 개의 개별 구역으로 설정했다.
베트남에 두 개의 국가가 수립된 후, 보수당 총리 해럴드 맥밀런은 1961년에 공산주의 게릴라에 맞서 경찰 및 준군사력을 사용하는 것에 대해 베트남 공화국 정부에 조언하기 위해 사이공에 영국 자문단(BRIAM)을 보냈다. 이 조언은 영국이 말라야 비상사태 당시의 작전에 기반을 둔 것이었다. BRIAM의 책임자로서 대반란 전문가 로버트 톰슨은 응오딘지엠 베트남 공화국 대통령과 라이먼 렘니처, 로버트 맥나마라, 존 F. 케네디와 같은 고위 미국 관리들에게 조언을 제공했다. 또한, RAF가 1962년 호찌민 루트를 폐쇄하기 위한 노력의 일환으로 라오스 상공에서 비밀 작전을 수행했다는 주장이 제기되었다.

## 윌슨 내각 (1964–70)

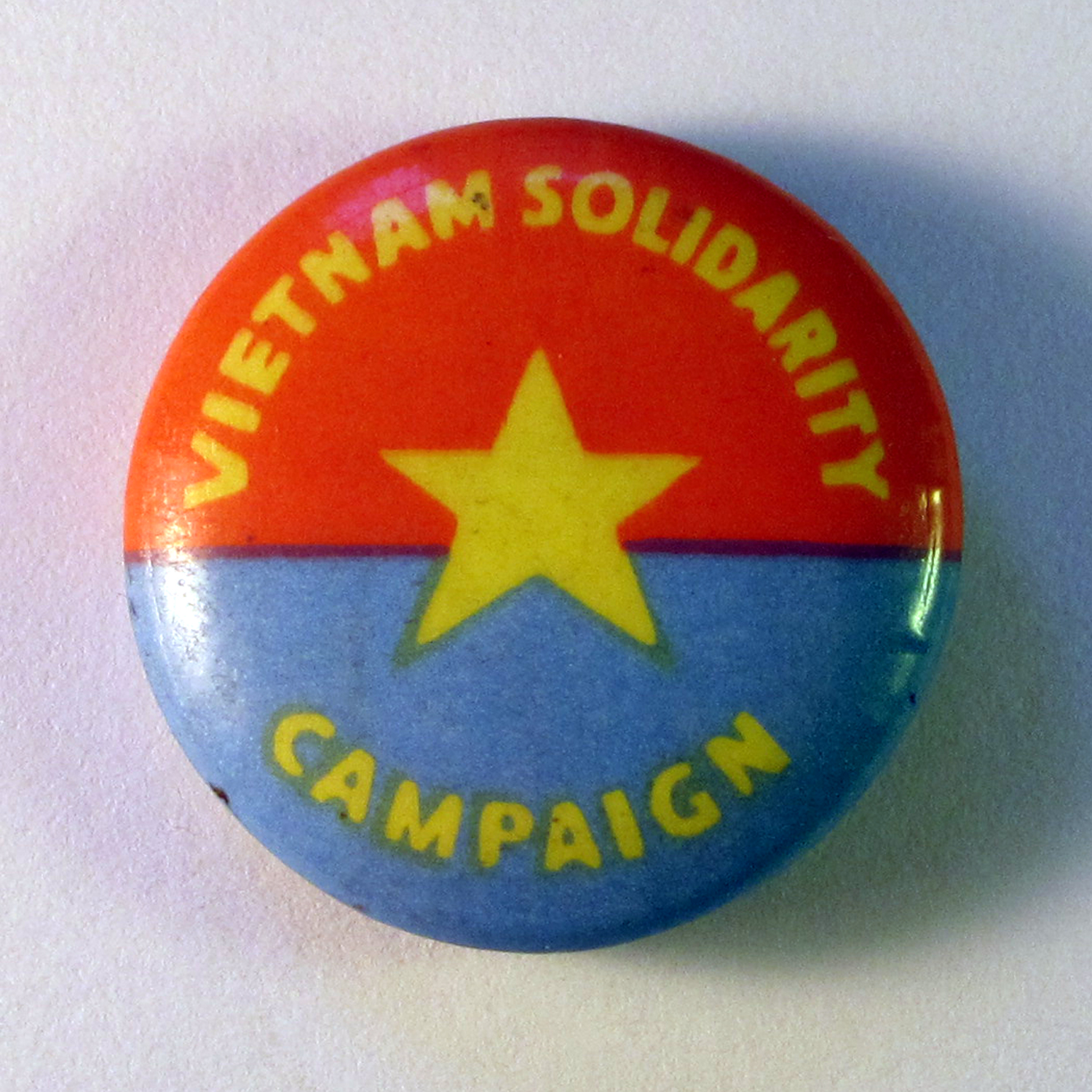
베트남 연대 캠페인 배지, 1968년경

노동당 지도자 해럴드 윌슨은 1964년 10월 영국 총리에 당선되었는데, 이는 미국 의회가 린든 존슨 대통령에게 베트남 민주공화국에 대한 군사 행동을 승인하여 베트남 전쟁이 크게 확대된 지 불과 두 달 후였다. 윌슨은 이전 보수당 내각처럼 미국의 베트남 전쟁 개입에 대한 지지를 이어갔지만 , 미국의 전쟁 전략의 일부 측면, 특히 1966년 하이퐁과 하노이 폭격에 대해 솔직하게 비판했다. 윌슨 정부는 미국 정부의 압력과 영국 재무부 및 외무부의 압력에도 불구하고 베트남에 영국군을 파견하는 것을 거부했다. 1967년 존슨 대통령은 윌슨이 베트남에 두 개의 영국군 여단을 파견하는 대가로 영국의 경제적 어려움을 해결해주겠다고 제안했지만 윌슨은 거부했다.
영국 내 여론 조사에 따르면 영국 국민들은 베트남 전쟁에 영국군이 개입하는 것에 대해 지속적으로 반대한 것으로 나온다. 1966년 여론 조사에서는 영국 대중의 81%가 베트남에 대한 잠재적 영국 군사 개입에 반대하는 것으로 나타났다. 베트남 전쟁은 노동당 내에서도 인기가 없었으며, 이는 1966년과 1967년 당 대회에서 당원들이 정부의 베트남 정책을 거부하기로 투표한 사실에서 알 수 있다. 베트남 연대 캠페인과 같은 단체들은 베트남 전쟁과 미국의 군사 행동에 대한 영국의 지원에 반대하는 대규모 시위를 조직했다. 1968년 3월 17일과 10월 27일 그로스베너 스퀘어의 미국 대사관 밖에서 시위가 열렸으며, 수천 명의 시위대가 참여하여 경찰과의 폭력적인 충돌로 절정에 달했다.
영국 정부는 1960년대 내내 미국과 베트남 공화국에 은밀히 물적 지원을 제공했다. 여기에는 네이팜탄과 폭탄을 포함한 영국령 홍콩발 무기 선적이 포함되었다. 맥밀런의 대반란 훈련 프로그램은 윌슨 재임 기간 내내 계속되었고, 베트남 공화국에 240만 달러 상당의 경제 원조가 제공되었다. 또한, 홍콩과 사이공 영국 영사관 내에 주둔한 영국 정보 기관은 윌슨이 총리로 재임하는 동안 베트남 민주공화국군의 활동에 대한 보고서를 미국에 제공했다. 1967년부터 1969년까지 베트남 민주공화국 주재 영국 총영사는 MI6의 고위 요원인 브라이언 스튜어트였다.
윌슨 내각은 1967년 미국과 베트남 민주공화국 간의 평화를 중재하기 위해 노력했다. 1967년 2월 4일간의 구정 휴전 기간 동안 소련 총리 알렉세이 코시긴이 영국을 방문했다. 윌슨은 코시긴과 만나 미국 폭격 중단을 기점으로 구정 휴전을 연장하기 위해 노력했다. 베트남 민주공화국의 베트남 공화국 침투가 중단되기 전에는 존슨이 베트남 민주공화국 폭격을 중단하지 않겠다고 입장을 표명하면서 평화 회담은 실패했다. 윌슨이 미국의 전쟁 노력을 외교적으로 지원한 것은 부분적으로 미국 정부가 영국 정부에 제공하는 재정 지원에 의존했기 때문이었다. 1960년대 동안 미국의 재정 지원은 영국의 복지 정책, 예술 및 과학 정책, 주택 정책, 그리고 학생 보조금을 유지하는 데 결정적이었다. 윌슨이 노동당 동료에게 왜 베트남 전쟁을 비난하지 않느냐는 질문을 받았을 때, 그는 "채권자의 엉덩이를 걷어찰 수는 없다"고 대답했다.

## 히스 내각 (1970-74)

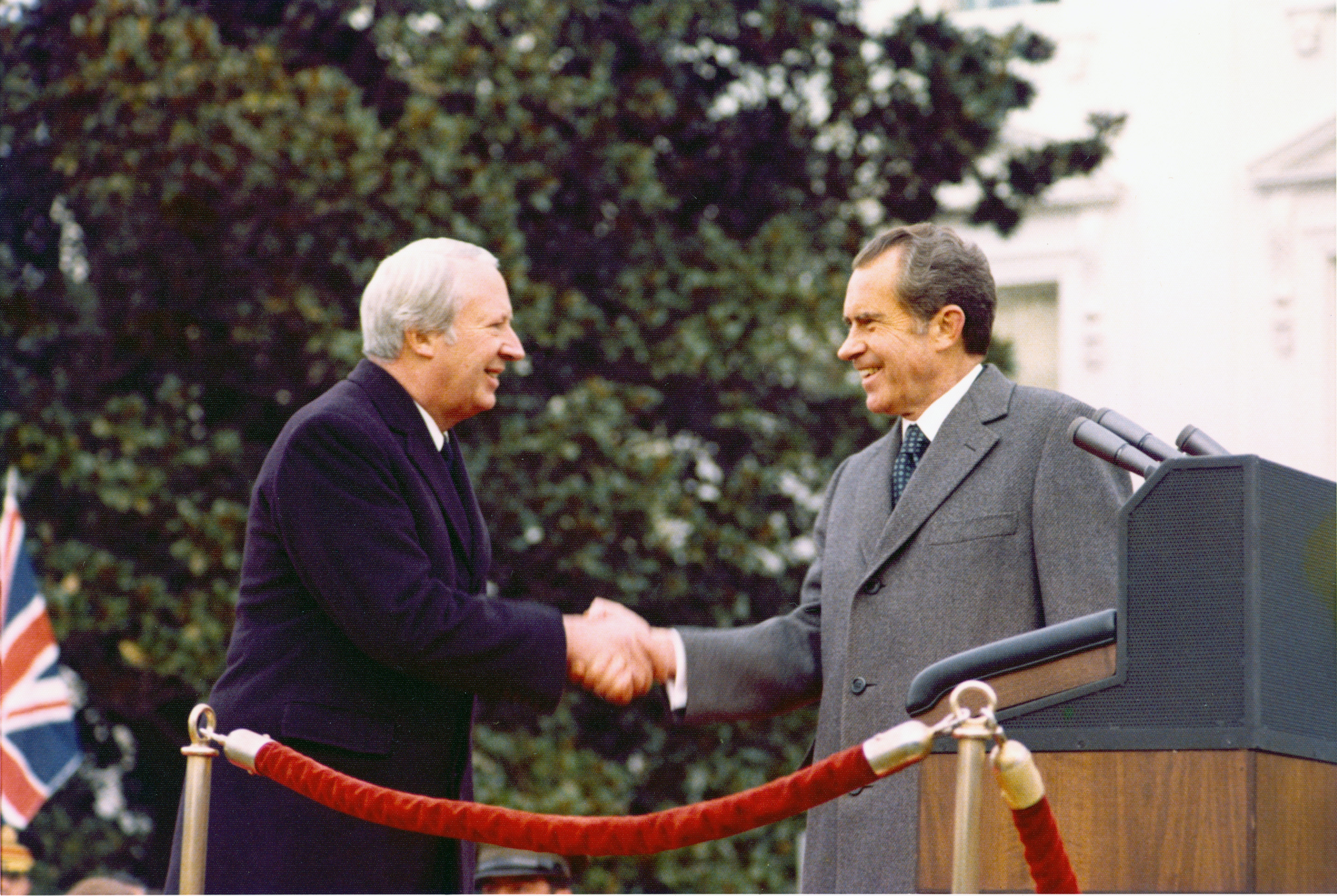
1973년 히스(좌)와 닉슨(우)

윌슨과 비교하여 보수당 총리 에드워드 히스는 베트남에서 미국의 전쟁 노력에 대해 더 큰 수사적 지지를 표명했다. 히스가 1970년에 총리가 되었을 때, 리처드 닉슨은 미국 대통령이었다. 히스는 야당 지도자 시절 미국의 전쟁 정책을 지지하는 목소리를 냈으며, 1972년 12월 미국의 라인배커 II 작전을 계속 지지했다. 이탈리아, 스웨덴, 프랑스, 벨기에, 네덜란드, 덴마크, 핀란드, 노르웨이 정부는 모두 라인배커 II 작전으로 인한 2,000명 이상의 높은 민간인 사망자 수를 비난했지만, 히스는 폭격에 대해 드물게 미국을 지지했다. 히스가 베트남에서 미국의 군사 행동을 일관되게 지지하자 닉슨은 히스를 미국이 유럽에 가진 유일한 확고한 친구라고 불렀다.
베트남에서 미국의 전쟁 노력에 대한 영국 정부의 수사적 지지가 강화되었음에도 불구하고, 히스는 베트남에 영국군을 파견하는 것을 거부했다. 야당 시절 히스는 영국군의 베트남 파견을 반대했으며, 이 정책을 정부로 가져가 1970년 7월 하원에서 베트남에 영국군을 파견하거나 영국이 전쟁에 직접 개입할 의사가 없다고 밝혔다. 따라서 히스는 윌슨의 군사 개입 없는 외교적 지원 정책을 계속했다.
"총리께서는 정부가 어떤 초청을 받든 영국군이 베트남 분쟁에 절대 개입하지 않을 것이라는 짧고 간단하며 단호한 확약을 해주시겠습니까?" — 짐 실라르스
"영국군이 베트남에 파견되어서는 안 된다는 것이 항상 우리의 입장이었습니다." — 에드워드 히스

1970년 7월 16일 목요일 하원 질의응답